# Морис Блондел
Морис Блондел (фр. Maurice Blondel; Дижон, 2. новембар 1861 — Екс ан Прованс, 4. јун 1949) је био француски филозоф.
Студирао је филозофију на École normale supérieure у Паризу (1881–84), предавао на универзитету у Екс ан Провансу (1896–1927). 1893 докторирао је тезом "L'Action".